# Atmósfera iónica
La atmósfera iónica es un concepto empleado en la teoría de Debye-Hückel que explica el comportamiento conductivo de soluciones electrolíticas. Puede ser definido de forma general como el área en la cual una entidad cargada es capaz de atraer una entidad de la carga opuesta.

## Asimetría o efecto de relajación
Si un potencial eléctrico es aplicado a una solución electrolítica, un ion positivo (catión) se moverá hacia el electrodo cargado negativamente (cátodo) y arrastrará con el a un grupo de iones negativos (aniones). Mientras más concentrada se encuentre la disolución, estos iones negativos se encontrarán más cercanos al ion positivo y la resistencia experimentada por este será mayor. Esto influye en la velocidad de un ion conocido como efecto asimétrico, pues la atmósfera iónica que se mueve alrededor de él no es simétrica. La densidad de carga detrás de él será mayor que al frente, reduciendo la movilidad del ion. El tiempo requerido para formar una nueva atmósfera iónica simétrica o el tiempo para desvanecer la atmósfera iónica anterior es conocido como tiempo de relajación. La asimetría de la atmósfera iónica no ocurre en el caso del efecto Debye-Falkenhagen, debido a la dependencia de la alta frecuencia respecto a la conductividad.

## Efecto electroforético
Este es otro factor que reduce la movilidad de los iones en una solución. Es la tendencia del potencial aplicado a mover la atmósfera iónica por sí misma. Esto arrastra a las moléculas de solvente debido a las fuerzas de atracción entre los iones y el disolvente. Como resultado, el ion central es influenciado para moverse hacia el polo opuesto a su atmósfera iónica. Esto reduce su movilidad.

## Limitaciones del modelo
El modelo de la atmósfera iónica es menos adecuado para soluciones iónicas cerca de la saturación. Estas soluciones así como las sales fundidas o los líquidos iónicos poseen una estructura similar a una red cristalina donde las moléculas de agua se encuentran entre los iones.